# Pont d'Alcántara
Pour le pont homonyme situé à Tolède, voir Pont d'Alcántara (Tolède).
Le pont d'Alcántara, également connu sous le nom de pont Trajan, est un pont romain enjambant le Tage dans la commune espagnole d'Alcántara, près de la frontière portugaise.

## Histoire
Le pont a été bâti entre 104 et 106 en l'honneur de l'empereur Trajan, natif d'Espagne.

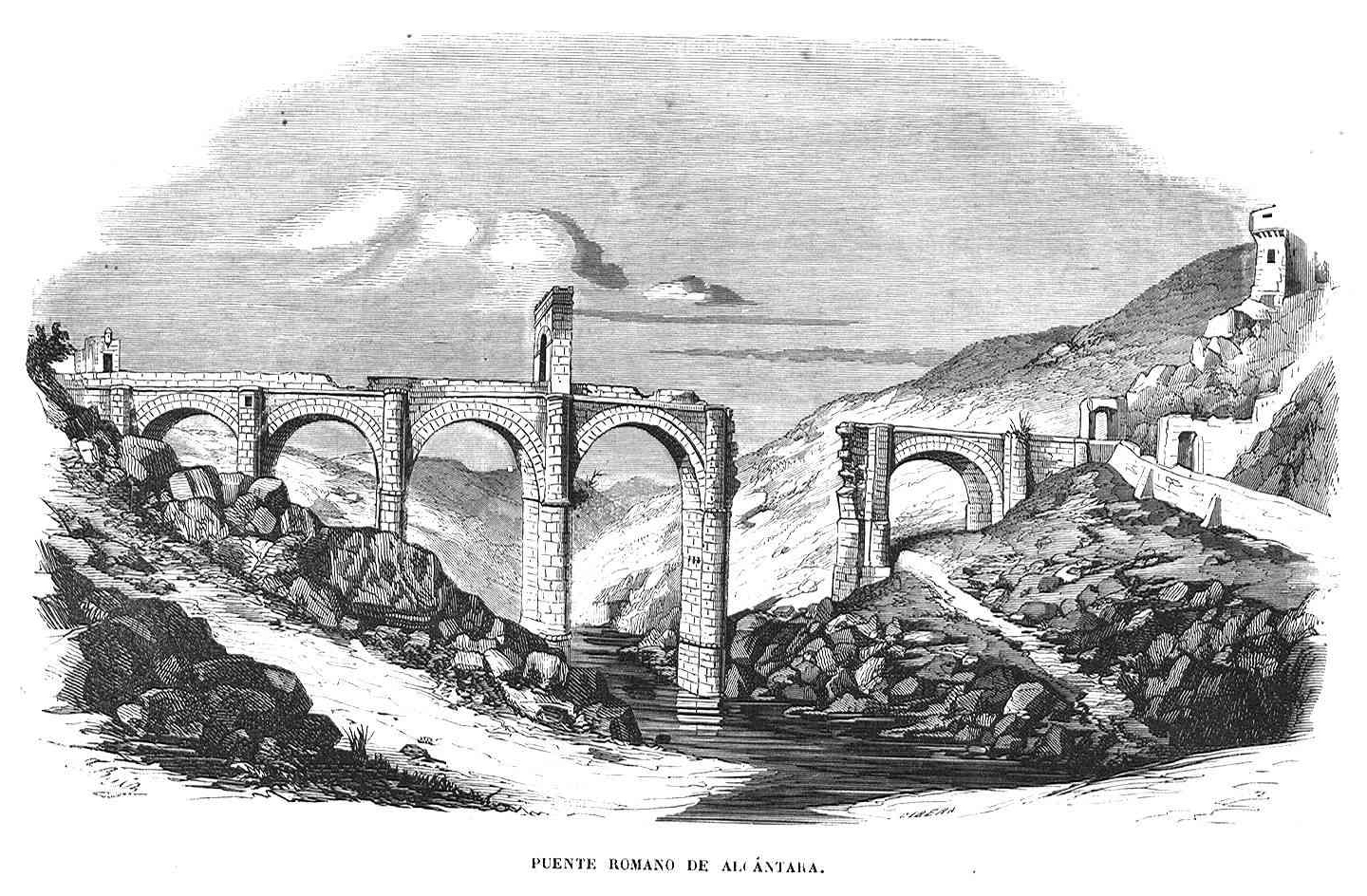
Illustration parue dans un magazine espagnol, 1857.

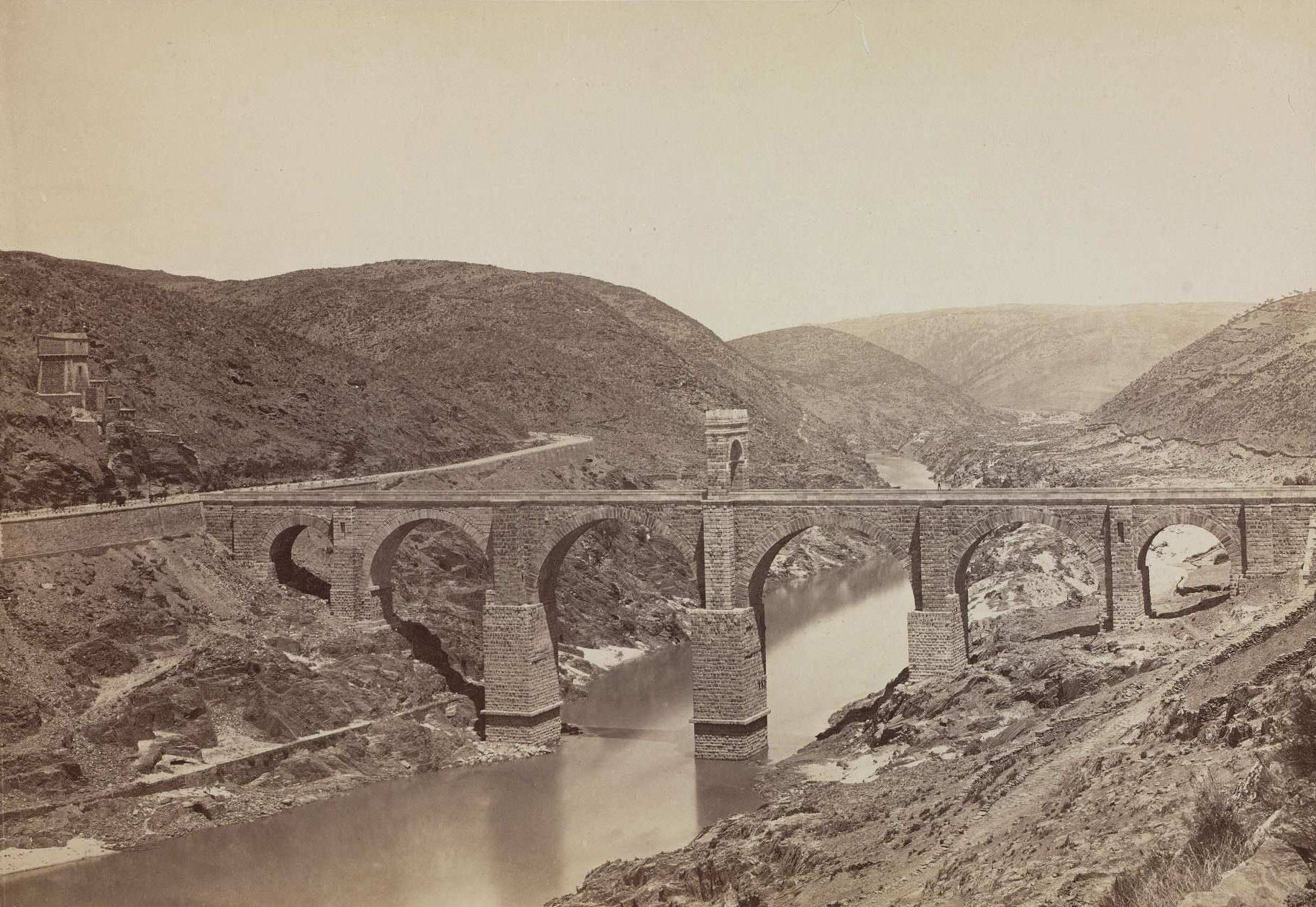
Photographie du pont d'Alcantara (vers 1870), par Jean Laurent, vu du sud.

Au cours de son histoire, le pont d'Alcántara a souffert bien davantage des dommages dus aux guerres que de l'usure du temps et des éléments. Les Maures détruisirent l'un des petits arcs en 1214 : celui-ci fut reconstruit trois siècles plus tard, en 1543, avec des pierres prélevées dans les carrières d'origine. La seconde arche du côté nord-ouest fut détruite en 1760 par les Espagnols pour empêcher l'avance des troupes portugaises : elle fut réparée en 1762 par Charles III, pour être à nouveau détruite en 1809 par les armées de Wellington qui tentaient d'arrêter les Français. Des réparations temporaires ont été effectuées en 1819, mais une grande partie du pont a été ruinée une nouvelle fois en 1836 par les carlistes. Le pont a été complètement restauré en 1860. Les piliers principaux ont été réparés en 1969, lors de la construction du barrage José María de Oriol, qui a permis le drainage du lit du Tage.
Le pont mesurait initialement 190 m, longueur aujourd'hui réduite à 181,7 m. Les travées ouvertes des six arches de la rive droite à la rive gauche sont respectivement de 13,6 m, 23,4 m, 28,8 m, 27,4 m, 21,9 m et 13,8 m.
Il porte au-dessus de l'arcade centrale une inscription latine :
PONTEM PERPETVI MANSVRVM

IN SAECVLA MVNDI

FECIT DIVINA NOBILIS ARTE LACER
« Ce pont qui restera à travers les siècles du monde, c'est Lacer (ingénieur constructeur) qui l'a fait, de tout son  très fameux art... »

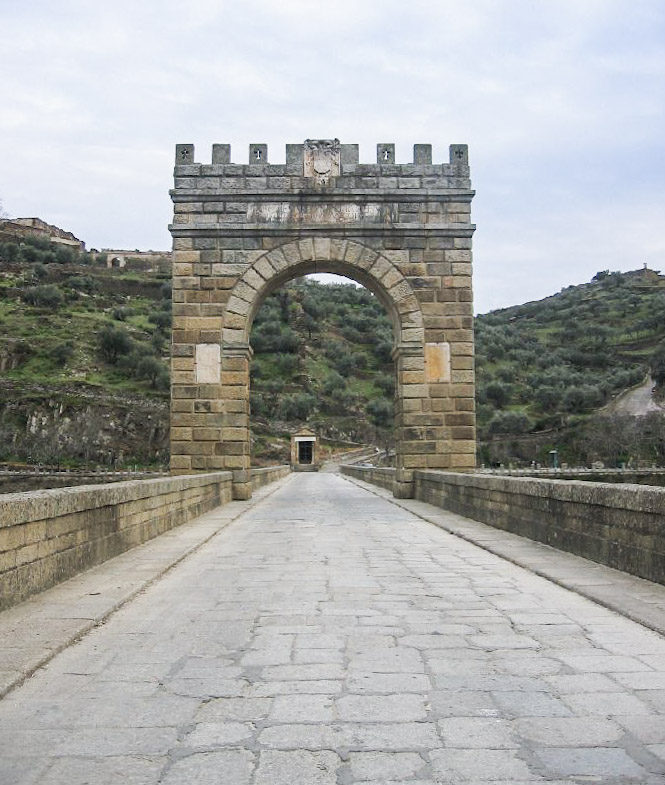
Vue du sud, avec le petit temple au fond.
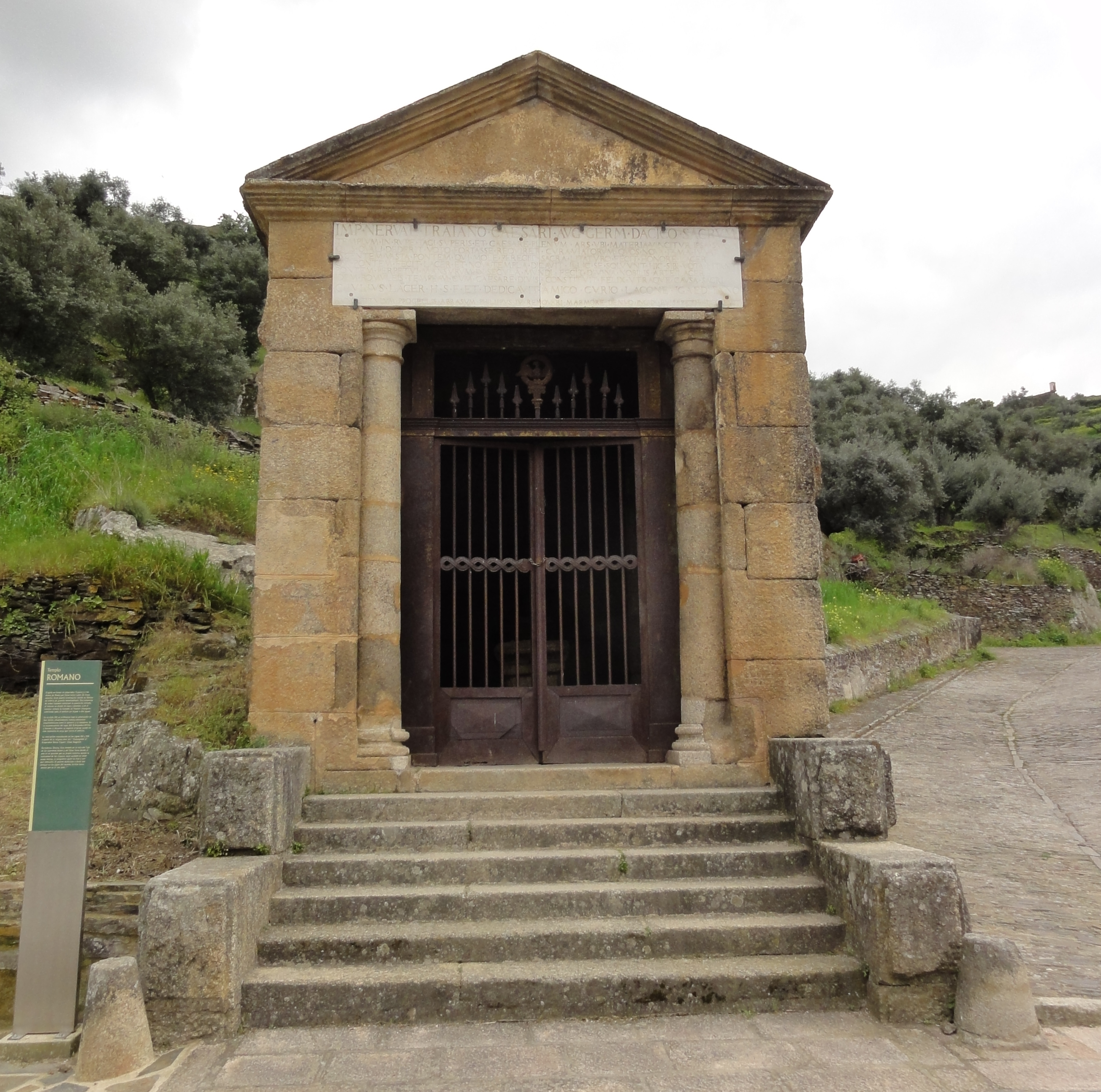
Le petit temple contenant la tombe de l'architecte romain Lacer
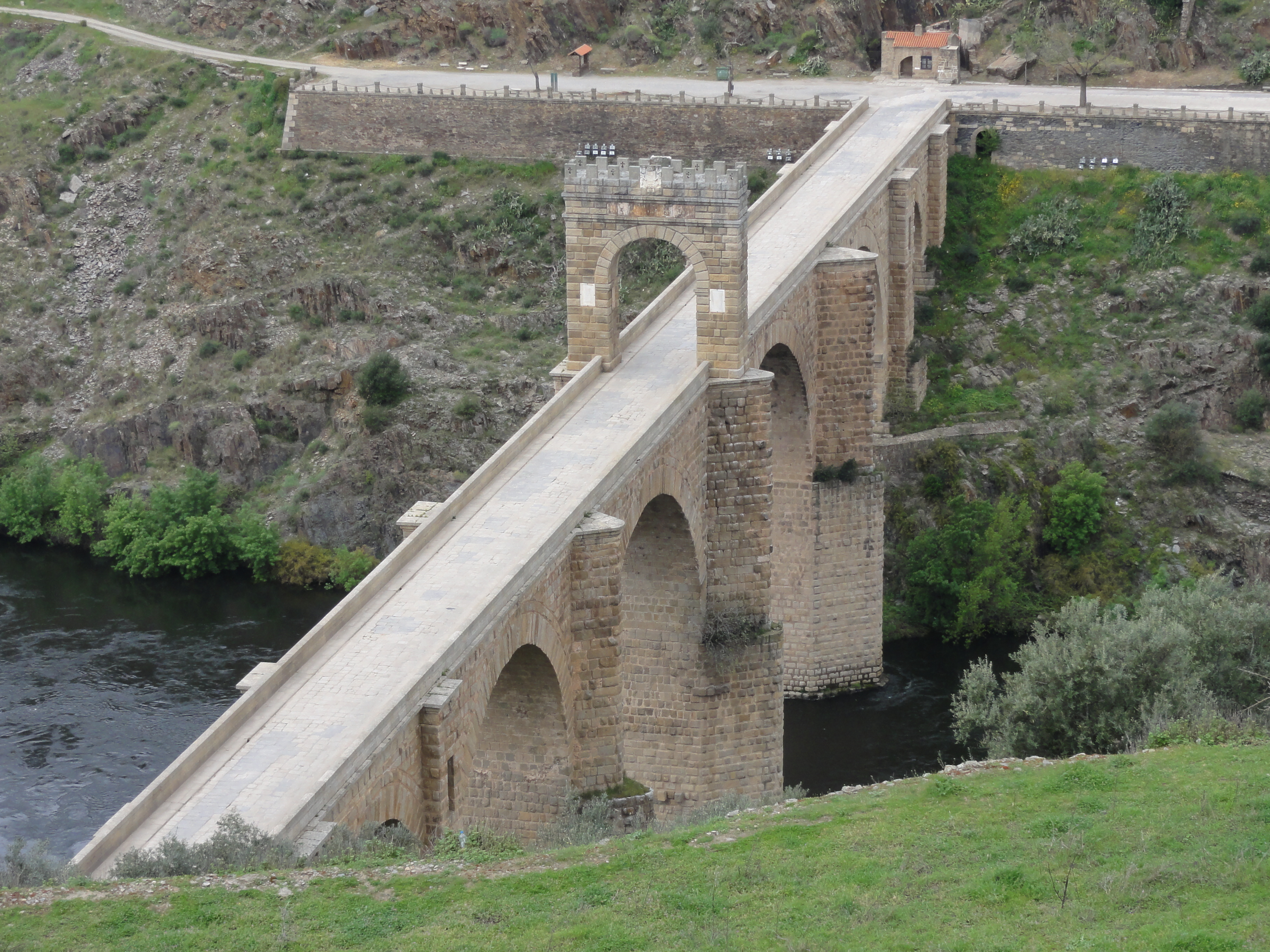
Vue en plongée

En 2019, l'Assemblée d'Estrémadure a demandé que le site soit inscrit à la liste du patrimoine mondial, de réaliser des travaux de restauration. De plus, l'Assemblée veut construire un nouveau pont pour éliminer les quelques 237 000 véhicules, dont 5 000 poids lourds, qui empruntent le pont romain chaque année.

### Sources
- (en) Cet article est partiellement ou en totalité issu de l’article de Wikipédia en anglais intitulé « Alcántara Bridge » (voir la liste des auteurs).